# 台灣松茸
台灣松茸為台灣獨特品種，屬口蘑科一種，色通常為黃褐色。另外，該種野菇也是土棲共生的大型菇類，可供食用。